# Paavo Yrjölä
Paavo Ilmari Yrjölä (Hämeenkyrö, 18 de junho de 1902 - Hämeenkyrö,11 de fevereiro de 1980) foi um campeão olímpico da Finlândia.
Conhecido como O Urso de Hämeenkyrö (Hämeenkyrön Karhu), foi um atleta do decatlo, que conquistou a medalha de ouro desta prova nos Jogos Olímpicos de Amsterdã em 1928. Durante seu apogeu como decatleta, estabeleceu quatro novas marcas mundiais para a prova, entre 1926 e 1930, sendo três delas oficialmente reconhecidas. Foi também o primeiro atleta a passar dos 8000 pontos nesta prova, em 1928.